# Bruteringsoperatie
De bruteringsoperatie was de privatiseringsactie van Nederlandse woningcorporaties in 1995. Het wettelijk kader voor de operatie was vastgelegd in de Wet van 31 mei 1995, houdende balansverkorting geldelijke steun volkshuisvesting.
Bij deze reorganisatie is de financiële sturing van de corporaties door de overheid grotendeels opgeheven ten gunste van een grotere bestuurlijke vrijheid voor de woningbouwcorporaties. Na de operatie werd de financiële positie van de corporaties individueel gecontroleerd door het Zelfstandig bestuursorgaan het Centraal Fonds voor de Volkshuisvesting (CFV).
Met de bruteringsoperatie werden subsidies van het Rijk aan de woningcorporaties afgeschaft, met als compensatie een bedrag ineens dat verrekend werd met de schulden die de corporaties bij het Rijk hadden. De totale contante waarde van de derving van de toekomstige subsidies, en de eenmalige compensatie, bedroegen elk ongeveer 30 miljard gulden. De operatie ging in mei 1994 van start. De afwikkeling ervan duurde tot en met het jaar 2000. De nog resterende staatssteun is vooral in de vorm van garantstelling via het Waarborgfonds Sociale Woningbouw (WSW).
De term is niet exclusief voor de volkshuisvesting. Ook op andere beleidsterreinen zijn bruteringsoperaties uitgevoerd.